# Staffordshire Bull Terrier
 (juillet 2023).
Si vous disposez d'ouvrages ou d'articles de référence ou si vous connaissez des sites web de qualité traitant du thème abordé ici, merci de compléter l'article en donnant les références utiles à sa vérifiabilité et en les liant à la section « Notes et références ».
Ne doit pas être confondu avec American Staffordshire Terrier.

Royaume-Uni, origine du Staffordshire Bull Terrier

Originaire du Royaume-Uni, le Staffordshire Bull Terrier familièrement surnommé Staffie, est une race canine ancienne, de taille moyenne et à poil court. D'abord sélectionné pour participer à des combats, le Staffordshire Bull Terrier est devenu un chien de compagnie.
Reconnue par le Kennel Club du Royaume-Uni en 1935, la race est apparentée au Bull Terrier et présente des similarités avec l'American Staffordshire terrier et l'American pit bull terrier.

## Histoire

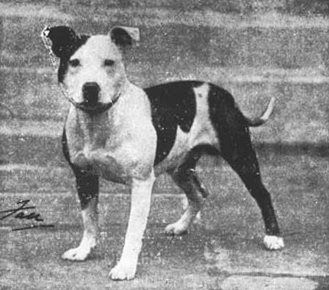
Gentleman Jim, mâle champion de race de la fin des années 1930.

L'histoire de ses ancêtres molosses et dogues remonte aux jeux du cirque sous César et des combats contre des taureaux. Au cours de l'histoire, ces chiens ont été croisés avec des terriers et des bulldogs pour créer une race plus agile, endurante et courageuse.
À une époque, les combats de chiens étaient une forme de divertissement populaire en Angleterre. Ces combats étaient appelés "Bull Baiting" et se déroulaient dans des arènes spéciales appelées "Bull-ring". Les Staffordshire bull terriers sont nés de cette culture, car ils étaient utilisés pour combattre contre des taureaux, des ours, des ânes, des sangliers et même parfois des lions et des panthères.
En 1835, sous la pression des mouvements de protection des animaux et de la reine d'Angleterre, les combats de chiens ont été officiellement interdits en Angleterre. Cependant, il faudra encore plusieurs années avant que ces activités ne disparaissent complètement. Malheureusement, les conditions de vie difficiles des ouvriers urbains de l'Angleterre au XIXe siècle les ont poussés vers des passe-temps cruels tels que les combats de chiens, malgré l'interdiction.
Les Staffordshire Bull Terriers étaient le résultat de croisements entre les Bull-dogs et différents chiens terriers tels que le White terrier et le Manchester terrier. Ces chiens se sont avérés être à la fois puissants, agiles, endurants et loyaux envers leurs propriétaires. Ils sont devenus très populaires parmi la classe ouvrière, servant à la fois de chiens de combat, de chasseurs de nuisibles et de compagnons de famille. Ce type de chiens baptisé, Half and half ou Bull and terrier ou English pitbull ou Sporting bull terrier est l'ancêtre du Staffordshire bull terrier.
La race a été officiellement reconnue en 1935, grâce aux efforts de l'éleveur Joe Dunn, par une première exposition de Staffordshire bull terriers au « Old Cross Gun ». Un standard est alors défini, et c'est le 15 juin 1935 que la race sera homologuée par le Kennel Club. Cela a contribué à améliorer la réputation de la race, qui avait été ternie en raison de ses antécédents dans les combats de chiens.
Le Staffordshire bull terrier est depuis devenu un chien de compagnie aimant et loyal, tout en conservant son courage et sa détermination.

## Morphologie

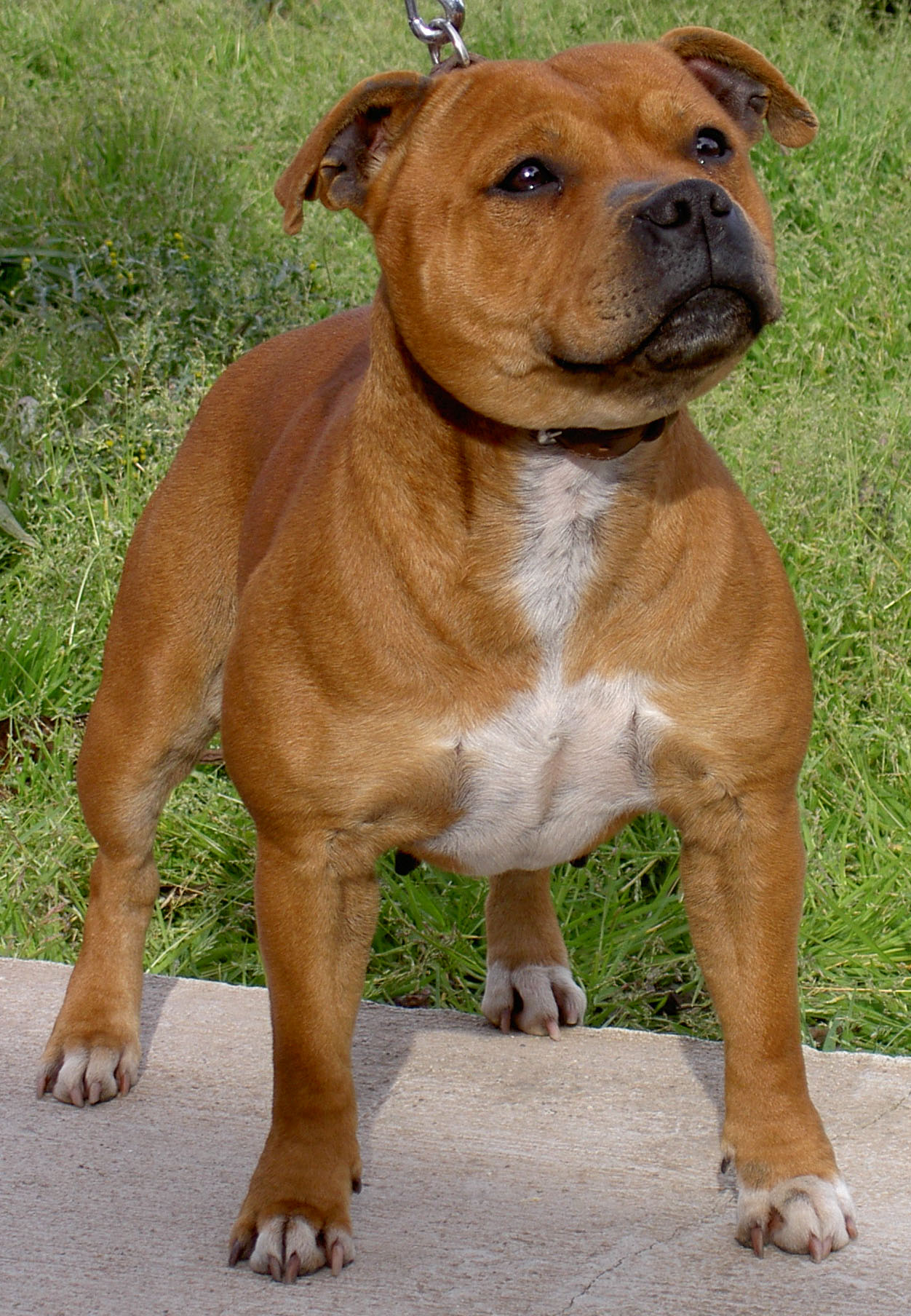
Staffie de couleur fauve.

Mesurant entre 35,5 et 40,5 cm au garrot, avec un poids de 11 à 15.4 kg pour les femelles et de 12.7 à 17 kg pour les mâles, le Staffie est un véritable concentré de puissance et de vivacité.
Sa morphologie s'accompagne d'une agilité et d'une souplesse surprenantes pour un chien de sa taille. Compact et musclé, le Staffie arbore une musculature bien définie sous une peau tendue. Une poitrine large, des côtes cintrées, un dos droit, et des membres antérieurs légèrement écartés lui donnent une apparence robuste et athlétique.
La tête du Staffordshire Bull Terrier est l'un de ses traits les plus distinctifs. Forte, courte, et haute, elle possède un crâne large, un chanfrein court, un stop prononcé, et des muscles des joues bien développés. Ses mâchoires sont fortes avec un articulé en ciseaux, et le prognathisme est strictement évité. La truffe est noire, et les yeux, ronds et idéalement foncés, sont disposés de manière frontale, ajoutant une touche charmante à son expression.
Le pelage du Staffie est lisse, court et serré, et sa robe peut varier en couleurs. Elle peut être rouge, bringée, noire, bleu, unie ou panachée de blanc. Cependant, le noir et feu ainsi que le marron sont des couleurs non conformes.

## Comportement et caractère
De manière traditionnelle, cette race est réputée pour son courage inébranlable et sa ténacité inégalée. Doté d'une intelligence remarquable, le Staffordshire Bull Terrier est un compagnon audacieux, intrépide et digne de confiance. 
L'histoire de cette race a été marquée par des interactions parfois conflictuelles avec d'autres chiens et différents animaux.
Il est impératif de souligner que l'éducation de cette race ne saurait être prise à la légère en raison de sa force considérable.

## Santé
Le Staffordshire Bull Terrier est prédisposé à certaines maladies héréditaires :
- acidurie L2HGA : dérèglement neurométabolique caractérisé par une accumulation d'acide L-2-hydroxyglutarique dans l'urine, le plasma et le liquide cérébrospinal[1] ;
- cataracte héréditaire[2] ;
- myélopathie dégénérative : dégénérescence neurologique entrainant une paralysie progressive.

Il est également prédisposé à la dysplasie folliculaire des poils noirs et à l'alopécie des robes diluées.

## Longévité
Le Staffordshire Bull Terrier a une espérance de vie moyenne de 12 à 14 ans.

## Législation française
Selon la circulaire du 17 février 2010, « s’il est inscrit au livre des origines (LOF), le "Staffordshire bull terrier" n’est pas un chien de première ou deuxième catégorie ».
Selon le club français de race, le Staffordshire Bull Terrier non LOF  peut se voir notifier une catégorisation 1 ».
- Seul un certificat ou un pedigree peuvent justifier de l'inscription d'un Chien au Livre des Origines Français (LOF) tenu par la Société Centrale Canine (SCC).

- A défaut de ces documents, un chien ne peut être reconnu comme chien de race et tout chien molossoïde n'appartenant pas à une race reconnue par la SCC peut être assimilé à un chien de première catégorie.